# Discografia de Eric Johnson
Este artigo traz, com detalhes, a discografia completa do guitarrista virtuoso estadunidense Eric Johnson.

## Discografia

### Álbuns Solo

#### Álbuns de Estúdio
| Lançamento               | Álbum                   | Gravadora/Selo e Formato(s)                                           | Desempenho Paradas Musicais | Desempenho Paradas Musicais | Certificação/Vendas         | Notas | Ref.  |
| Lançamento               | Álbum                   | Gravadora/Selo e Formato(s)                                           | Billboard 200               | Oricon                      | Certificação/Vendas         | Notas | Ref.  |
| ------------------------ | ----------------------- | --------------------------------------------------------------------- | --------------------------- | --------------------------- | --------------------------- | --- | ----- |
| - 1998 (gravado em 1978) | Seven Worlds            | - Gravadora: Ark 21 Records - Formatos: CD                            | —                           | —                           | - : 24,074+                 | O álbum foi gravado em 1978, mas lançado somente 20 anos depois. Este é, portanto, o primeiro álbum de sua discografia, apesar de ter sido lançado depois de alguns.      |       |
| 1986                     | Tones                   | - Gravadora: Reprise Records - Formatos: CD, CS, LP, digital download | —                           | —                           | - : 186,384+                | |       |
| 1990                     | Ah Via Musicom          | - Gravadora: Reprise Records - Formatos: CD, CS, LP, digital download | 67                          | —                           | Platina (RIAA) / 1,000,000+ | | [ 5 ] |
| 1996                     | Venus Isle              | - Gravadora:Capitol Records - Formatos: CD, digital download          | 51                          | 88                          | - : 183,773+                | |       |
| 2002                     | Souvenir                | - Gravadora: Vortexan Records - Formatos: CD                          | —                           | —                           |                             | |       |
| 14 de Junho de 2005      | Bloom                   | - Gravadora: Favored Nations - Formatos: CD, digital download         | —                           | 140                         |                             | |       |
| 07 de Dezembro de 2010   | Up Close                | - Gravadora: EMI, Vortexan Music - Formatos: CD, LP, digital download | —                           | —                           |                             | |       |
| 01 de Abril de 2013      | Up Close - Another Look | - Gravadora: EMI, Vortexan Music - Formatos: CD, LP, digital download | —                           | —                           |                             | Versão européia e remasterizada do álbum Up Close | [ 9 ] |
| 7 de Outubro de 2016     | EJ                      | - Selo: Provogue Records - Formatos: CD                               | —                           | —                           |                             | |       |
| 17 de Novembro de 2017   | Collage                 | - Selo: Vortexan Music - Formatos: CD, mp3                            | —                           | —                           |                             | |       |
| 06 de Março de 2020      | EJ Vol. II              | - Selo: Vortexan Music - Formatos: CD, streaming                      | —                           | —                           |                             | |       |
| 29 de Julho de 2022      | The Book of Making      | - Selo: Vortexan Music/Blue Élan Records - Formatos: CD, streaming    | —                           | —                           |                             | Os álbuns foram lançados simultaneamente, ambos no mesmo dia. Na compra em conjunto do formato físico de ambos, o cliente recebe um QR code para acessar o EP "Takeouts". |       |
| 29 de Julho de 2022      | Yesterday Meets Today   | - Selo: Vortexan Music/Blue Élan Records - Formatos: CD, streaming    | —                           | —                           |                             | Os álbuns foram lançados simultaneamente, ambos no mesmo dia. Na compra em conjunto do formato físico de ambos, o cliente recebe um QR code para acessar o EP "Takeouts". |       |

#### EPs
| Lançamento | Álbum | Gravadora/Selo e Formato(s) | Desempenho Paradas Musicais | Desempenho Paradas Musicais | Certificação/Vendas | Notas | Ref. |                                                                       |   |   |  |  |  |
| ---------- | ----- | --------------------------- | --------------------------- | --------------------------- | ------------------- | ----- | ---- | --------------------------------------------------------------------- | - | - |  |  |  |
| Lançamento | Álbum | Gravadora/Selo e Formato(s) | 29 de Julho de 2022         | Takeouts                    | Certificação/Vendas | Notas | Ref. | - Selo: Vortexan Music/Blue Élan Records - Formatos: Download digital | — | — |  |  |  |

#### Álbuns ao Vivo
| Lançamento             | Álbum                    | Gravadora/Selo e Formato(s)                                     | Desempenho Paradas Musicais | Desempenho Paradas Musicais | Certificação/Vendas    | Notas | Ref.  |
| Lançamento             | Álbum                    | Gravadora/Selo e Formato(s)                                     | Billboard 200               | Oricon                      | Certificação/Vendas    | Notas | Ref.  |
| ---------------------- | ------------------------ | --------------------------------------------------------------- | --------------------------- | --------------------------- | ---------------------- | ----- | ----- |
| 1 de Novembro de 2005  | Live from Austin, Texas  | - Selo: New West Records - Formato: CD/DVD                      | —                           | —                           | Ouro (RIAA) / 100,000+ |       | [ 5 ] |
| 2008                   | Anaheim Live             | - Selo: Vanguard Records - Formato: DVD                         | —                           | —                           |                        |       |       |
| 22 de Novembro de 2010 | Live from Austin, TX '84 | - Selo: New West Records - Formato: CD/DVD                      | —                           | —                           |                        |       |       |
| 23 de Junho de 2014    | Europe Live              | - Selo: Provogue Records - Formato: CD                          | —                           | 123                         |                        |       |       |
| 02 de Julho de 2021    | Heatwave (Live 1990)     | - Selo: Freefall records - Formato: Download digital, streaming | —                           |                             |                        |       |       |

### Em parceria comMike Stern
| Lançamento           | Álbum    | Gravadora                                                   | Formato(s) | Desempenho Paradas Musicais | Desempenho Paradas Musicais | Certificação/Vendas | Notas | Ref. |
| Lançamento           | Álbum    | Gravadora                                                   | Formato(s) | Jazz Albums                 | Top Blues Albums            | Certificação/Vendas | Notas | Ref. |
| -------------------- | -------- | ----------------------------------------------------------- | ---------- | --------------------------- | --------------------------- | ------------------- | ----- | ---- |
| 27 de Agosto de 2014 | Eclectic | Concord Music Group, Vortexan Music, Heads Up International | CD         | 3                           | 3                           |                     |       |      |

### Singles
| "Righteous"                                                                       | 1990 | 8  | Ah Via Musicom   |
| "High Landrons"                                                                   | 1990 | 31 | Ah Via Musicom   |
| "Cliffs of Dover"                                                                 | 1990 | 5  | Ah Via Musicom   |
| "Trademark"                                                                       | 1991 | 7  | Ah Via Musicom   |
| "Pavilion"                                                                        | 1996 | 33 | Venus Isle       |
| "Beck's Bolero"                                                                   | 2007 | —  | non-album single |
| "The Wind Cries Mary"                                                             | 2013 | —  | non-album single |
| "Tidal"                                                                           | 2013 | —  | non-album single |
| "Wonder"                                                                          | 2013 | —  | non-album single |
| "Imagination of You - A Tribute To George Harrison" (feat. Christopher Cross)     | 2013 | —  | non-album single |
| "To Whom It May Concern"                                                          | 2013 | —  | non-album single |
| "Wrapped in a Cloud"                                                              | 2016 | —  | EJ               |
| "—" denotes a recording that did not chart or was not released in that territory. |      |    |                  |

### Com a bandaMariani
- Perpetuum Mobile - (2001)[18] (O álbum foi gravado em 1970, mas lançado em apenas 100 cópias em 2001)

### Com a bandaThe Electromagnets
- Electromagnets (1975) (relançado em CD em 1998)
- Electromagnets II (1975) (lançado em 2005)

### Com sua bandaAlien Love Child
- Live And Beyond (2000)

### Com oProjeto G3
| Ano  | Álbum               | Info                         | Mídia / Formato | Desempenho nas Paradas Musicais | Desempenho nas Paradas Musicais | Desempenho nas Paradas Musicais | Desempenho nas Paradas Musicais | Desempenho nas Paradas Musicais | Desempenho nas Paradas Musicais | Certificação/Vendas     |
| Ano  | Álbum               | Info                         | Mídia / Formato | [ 19 ]                          | [ 20 ]                          | [ 2 ]                           | [ 2 ]                           | [ 21 ]                          | [ 22 ]                          | Certificação/Vendas     |
| ---- | ------------------- | ---------------------------- | --------------- | ------------------------------- | ------------------------------- | ------------------------------- | ------------------------------- | ------------------------------- | ------------------------------- | ----------------------- |
| 1996 | G3: Live in Concert | Satriani, Vai e Eric Johnson | CD              | 20                              | 52                              | —                               | 37                              | 35                              | 82                              | RIAA: Ouro / 1,000,000+ |
| 1996 | G3: Live in Concert | Satriani, Vai e Eric Johnson | DVD             | 37                              | —                               | —                               | —                               | —                               | —                               | RIAA: Platina /         |

### Como convidado
| Álbum                                                   | Artista/Banda                | Canção/Single                              | Ano  | Notas                          | Ref.   |
| ------------------------------------------------------- | ---------------------------- | ------------------------------------------ | ---- | ------------------------------ | ------ |
| Christopher Cross                                       | Christopher Cross            | "Minstrel Gigolo"                          | 1976 | convidado                      | [ 23 ] |
| One to One                                              | Carole King                  | —                                          | 1979 | convidado                      | [ 24 ] |
| Long Time Friends                                       | Alessi                       | "Rise Up"                                  | 1982 | convidado                      | [ 25 ] |
| Marc Anthony Thompson                                   | Marc Anthony Thompson        | "Recover Gracefully"                       | 1984 | convidado                      | [ 26 ] |
| Stand Up                                                | Steve Morse Band             | "Distant Star"                             | 1985 | convidado                      | [ 27 ] |
| Street Language                                         | Rodney Crowell               | "Ballad of Fast Eddie"                     | 1986 | convidado                      | [ 28 ] |
| Guitar Speak                                            |                              | "Western Flyer"                            | 1988 | compilação com vários artistas | [ 29 ] |
| Willie Jones                                            | Willie Jones                 | "So Long Mary Jane"                        | 1990 | convidado                      | [ 30 ] |
| The Urge                                                | Stuart Hamm                  | "On Our Dreams" and "Lone Star"            | 1991 | convidado                      | [ 31 ] |
| Instrumental Moods                                      |                              | "Cliffs of Dover"                          | 1991 | compilação com vários artistas | [ 32 ] |
| Guitar's Practicing Musicians, Vol. 2                   |                              | "Cliffs of Dover"                          | 1991 | compilação com vários artistas | [ 33 ] |
| Rush Street                                             | Richard Marx                 | "Keep Coming Back"                         | 1992 | convidado                      | [ 34 ] |
| The Hunter                                              | Jennifer Warnes              | "Lights of Louisiana" and "I Can't Hide"   | 1992 | convidado                      | [ 35 ] |
| Rendezvous                                              | Christopher Cross            | "Nothing Will Change"                      | 1992 | convidado                      | [ 36 ] |
| Herman Harris & the Voices of Hope                      | Herman Harris                | —                                          | 1993 | convidado                      | [ 37 ] |
| Read My Licks                                           | Chet Atkins                  | "Somebody Loves Me Now"                    | 1994 | convidado                      | [ 38 ] |
| Wave of the Hand                                        | Carla Olson                  | "I'm Tryin'"                               | 1995 | convidado                      | [ 39 ] |
| True Voices                                             |                              | "At The End of the Day" with Susan Cowsill | 1995 | compilação com vários artistas | [ 40 ] |
| Angelica                                                |                              | "Ave Maria"                                | 1997 | compilação com vários artistas | [ 41 ] |
| Merry Axemas: A Guitar Christmas                        |                              | "The First Nowell"                         | 1997 | compilação com vários artistas | [ 42 ] |
| Guitar Gods                                             |                              | "Trademark"                                | 1998 | convidado                      | [ 43 ] |
| Walking in Avalon                                       | Christopher Cross            | "When She Smiles"                          | 1998 | convidado                      | [ 34 ] |
| Koko's Hideaway                                         | Van Wilks                    | "Vanquila"                                 | 1999 | convidado                      | [ 44 ] |
| The Best of Rockline                                    |                              | "S.R.V."                                   | 1999 | compilação com vários artistas | [ 45 ] |
| Moods Box Set                                           |                              | "Cliffs of Dover"                          | 1999 | compilação com vários artistas | [ 46 ] |
| Fingers And Thumbs                                      | Adrian Legg                  | "Lunchtime at Rosie's"                     | 1999 | convidado                      | [ 47 ] |
| Been A Long Time                                        | Double Trouble               | "In The Garden"                            | 2001 | convidado                      | [ 48 ] |
| Texas Guitar Slingers Vol. 1                            |                              | "Enzo Shuffle"                             | 2002 | compilação com vários artistas | [ 49 ] |
| More To Life Than This                                  | Mike Tramp                   | "On The Good, The Sad, And The Ugly"       | 2003 | convidado                      | [ 50 ] |
| A Guitar Supreme, Giant Steps in Fusion Guitar          |                              | "Resolution"                               | 2004 | compilação com vários artistas | [ 51 ] |
| Don't Mess With Texas Vol. 2                            |                              | "Boogie King"                              | 2004 | compilação com vários artistas | [ 52 ] |
| KGSR 107.1 Broadcasts Vol. 12                           |                              | "Song For George"                          | 2004 | compilação com vários artistas | [ 53 ] |
| Fusion For Miles, A Guitar Tribute: A Bitchin' Brew     |                              | "Jean Pierre"                              | 2005 | compilação com vários artistas | [ 54 ] |
| Industrial Zen                                          | John McLaughlin              | "New Blues Old Bruise"                     | 2006 | convidado                      | [ 55 ] |
| Viva Carlos: A Supernatural Marathon Celebration        |                              | "Aqua Marine"                              | 2006 | compilação com vários artistas | [ 56 ] |
| Walk On                                                 | Roscoe Beck                  | "Together All The Time"                    | 2006 | convidado                      | [ 57 ] |
| The Devil Knows My Name                                 | John 5                       | "The Washing Away of Wrong"                | 2007 | convidado                      | [ 58 ] |
| Freeway Jam: To Beck and Back                           |                              | "Beck's Bolero"                            | 2007 | compilação com vários artistas | [ 59 ] |
| Lovers                                                  | Bobby Whitlock & CoCo Carmel | "Layla"                                    | 2008 | convidado                      | [ 60 ] |
| From The Reach                                          | Sonny Landreth               | "The Milky Way Home"                       | 2008 | convidado                      | [ 61 ] |
| Bridging the Gap                                        | Doyle Dykes                  | "Red Clay"                                 | 2008 | convidado                      | [ 62 ] |
| Big Neighborhood                                        | Mike Stern                   | "6th Street" and "Long Time Gone"          | 2009 | convidado                      | [ 63 ] |
| Doctor Faith                                            | Christopher Cross            | "Hey Kid"                                  | 2010 | convidado                      | [ 64 ] |
| Elemental Journey                                       | Sonny Landreth               | "Passionola"                               | 2012 | convidado                      | [ 65 ] |
| Musica E Palavras Dos Bee Gees (Bee Gees Tribute Album) | Ana Gazzola                  | "Run To Me"                                | 2012 | convidado                      | [ 66 ] |
| 2776                                                    |                              | "Not What the Founders Intended"           | 2014 | compilação com vários artistas | [ 67 ] |
| Good For Sumthin                                        | Eric Gales                   | "E2 (Note for Note)"                       | 2014 | Convidado                      | [ 68 ] |

## Participação em Trilhas-Sonoras de Jogos Eletrônicos
| Jogo                             | Canção              | Ano  |
| -------------------------------- | ------------------- | ---- |
| Guitar Hero III: Legends of Rock | "Cliffs of Dover"   | 2007 |
| Guitar Hero World Tour           | "Camel's Night Out" | 2009 |
| Rocksmith                        | "Cliffs of Dover"   | 2013 |

## Videografia
| Ano  | Video                    | Tipo Mídia | Produção                |
| ---- | ------------------------ | ---------- | ----------------------- |
| 1990 | Total Electric Guitar    | vídeo aula | Hot Licks               |
| 1991 | Trademark                | videoclipe |                         |
| 1996 | The Fine Art Of Guitar   | vídeo aula | Hot Licks               |
| 1996 | G3 Live In Concert       | DVD        |                         |
| 2005 | The Art Of Guitar        | vídeo aula | Hal Leonard Corporation |
| 2005 | Live from Austin, TX     | DVD        |                         |
| 2010 | Live from Austin, TX '84 | DVD        |                         |
| 2008 | Anaheim (Live)           | DVD        |                         |

### Videos Didáticos (Instrucionais)
| Título                               | Detalhes                                                                  | Notes                                                |
| ------------------------------------ | ------------------------------------------------------------------------- | ---------------------------------------------------- |
| Eric Johnson: Total Electric Guitar  | - Lançamento: 1990 - Selo: Hot Licks - Formatos: VHS                      | - relançado em formato DVD em 15 de Novembro de 2005 |
| Eric Johnson: The Fine Art of Guitar | - Lançamento: 1996 - Selo: Hot Licks - Formatos: VHS                      | - relançado em formato DVD em 07 de Março de 2006    |
| Eric Johnson: The Art of Guitar      | - Lançamento: 01 de Fevereiro de 2006 - Selo: Hal Leonard - Formatos: DVD |                                                      |